# Hans Zimmer műveinek listája
Ez az oldal Hans Zimmer műveinek listáját tartalmazza:

## Eredeti zenék filmre, tévére

### 1980‐as évek
| Év   | Eredeti cím                 | Magyar cím                          | Rendező           | Bemutató    | Műfaj     | Megjegyzés                                                         |
| ---- | --------------------------- | ----------------------------------- | ----------------- | ----------- | --------- | ------------------------------------------------------------------ |
| 1982 | Moonlighting                | A nagy gázsi                        | Jerzy Skolimowski | 1982.09.26. | film      | Zeneszerző: Stanley Myers Kiegészítő zene: H.Z.                    |
| 1982 | Superhero                   |                                     | Martin Holland    | 1982.       | rövidfilm |                                                                    |
| 1983 | Eureka                      | Heuréka                             | Nicolas Roeg      | 1983.05.20  | film      | Zeneszerző: Stanley Myers Kiegészítő zene: H.Z.                    |
| 1984 | Blind Date                  | Fantomkép                           | Nico Mastorakis   | 1984.03.15. | film      | Dalok: John Kongos Zeneszerző: Stanley Myers Kiegészítő zene: H.Z. |
| 1984 | Success Is the Best Revenge |                                     | Jerzy Skolimowski | 1984.05.23. | film      | Társszerző: Stanley Myers                                          |
| 1984 | Histoire d'O, numéro 2      |                                     | Eric Rochat       | 1984.08.08  | film      | Zeneszerző: Stanley Myers Kiegészítő zene: H.Z.                    |
| 1985 | Insignificance              | A színésznő és a relativitás        | Nicolas Roeg      | 1985.08.02  | film      | Zeneszerző: Stanley Myers Kiegészítő zene: H.Z.                    |
| 1985 | My Beautiful Laundrette     | Az én mosodám                       | Stephen Frears    | 1985.09.07  | film      | Zeneszerző: Ludus Tonalis Kiegészítő zene: H.Z., Stanley Myers     |
| 1985 | Wild Horses                 |                                     | Dick Lowry        | 0985.11.12. | TV film   |                                                                    |
| 1986 | Castaway                    | A kitaszított                       | Nicolas Roeg      | 1986.02.20. | film      | Társszerző: Stanley Myers                                          |
| 1986 | The Zero Boys               |                                     | Nico Mastorakis   | 1986.03.27. | film      | Társszerző: Stanley Myers                                          |
| 1986 | Separate Vacations          |                                     | Michael Anderson  | 1986.04.    | film      | Társszerző: Stanley Myers                                          |
| 1986 | The Wind                    | A szél                              | Nico Mastorakis   | 1986.11.17. | film      | Társszerző: Stanley Myers                                          |
| 1986 | Vardo                       |                                     | Matthew Jacobs    | 1986.       | rövidfilm |                                                                    |
| 1987 | Terminal Exposure           | Áruló fotók                         | Nico Mastorakis   | 1987.05.01. | film      | Kiegészítő zene: Mel Wesson, Roger Bolton                          |
| 1987 | Going for Gold              |                                     | Steve Chilver     | 1987.10.12. | TV műsor  | főcímdal                                                           |
| 1987 | Elphida                     |                                     | Tunde Ikoli       | 1987.       | Tv film   |                                                                    |
| 1987 | AIDS: Monolith              |                                     | Nicolas Roeg      | 1987.       | reklám    |                                                                    |
| 1988 | The Nature of the Beast     |                                     | Franco Rosso      | 1988.02.20. | film      | Társszerző: Stanley Myers                                          |
| 1988 | Taffin                      | Piszkos munka                       | Francis Megahy    | 1988.02.26. | film      | Társszerző: Stanley Myers                                          |
| 1988 | Prisoner of Rio             | A riói fogoly                       | Lech Majewski     | 1988.05.12. | film      | Zeneszerző: Luiz Bonfá Kiegészítő zene: H.Z.                       |
| 1988 | A World Apart               | Elválasztott világ                  | Chris Menges      | 1988.06.17. | film      |                                                                    |
| 1988 | The Fruit Machine           |                                     | Philip Saville    | 1988.08.17. | film      |                                                                    |
| 1988 | Paperhouse                  | Rémálmok háza                       | Bernard Rose      | 1988.09.10. | film      | Kiegészítő zene: Stanley Myers                                     |
| 1988 | First Born                  |                                     | Philip Saville    | 1988.10.30. | Tv film   |                                                                    |
| 1988 | Rain Man                    | Esőember                            | Barry Levinson    | 1988.12.16. | film      | Oscar‐díj jelölés: Legjobb eredeti filmzene                        |
| 1988 | Burning Secret              | Égő titok                           | Andrew Birkin     | 1988.12.22. | film      |                                                                    |
| 1988 | Spies Inc.                  | Kém Rt. – Kémek, hazugságok, alibik | Antony Tomas      | 1988.       | film      | Társszerző: Fiachra Trench                                         |
| 1989 | Comeback                    |                                     | David Ambrose     | 1989.03.27. | Tv film   |                                                                    |
| 1989 | Twister                     |                                     | Michael Almereyda | 1989.06.30. | film      |                                                                    |
| 1989 | Black Rain                  | Fekete eső                          | Ridley Scott      | 1989.09.22. | film      |                                                                    |
| 1989 | Diamond Skulls              |                                     | Nick Broomfield   | 1989.11.14. | film      |                                                                    |
| 1989 | Driving Miss Daisy          | Miss Daisy sofőrje                  | Bruce Beresford   | 1989.12.15. | film      | Grammy-díj jelölés                                                 |

### 1990‐es évek
| Év   | Eredeti cím                                      | Magyar cím                      | Rendező                                                            | Bemutató    | Műfaj             | Megjegyzés |
| ---- | ------------------------------------------------ | ------------------------------- | ------------------------------------------------------------------ | ----------- | ----------------- | --- |
| 1990 | Arcadia                                          |                                 | Paul Bamborough                                                    | 1990.01.05. | rövidfilm         | |
| 1990 | Bird on a Wire                                   | Palimadár                       | John Badham                                                        | 1990.05.18. | film              | |
| 1990 | Fools of Fortune                                 | A sors fogságában               | Pat O'Connor                                                       | 1990.06.22. | film              | |
| 1990 | Days of Thunder                                  | Mint a villám                   | Tony Scott                                                         | 1990.06.27. | film              | |
| 1990 | Pacific Heights                                  | Csendes terror                  | John Schlesinger                                                   | 1990.09.28. | film              | |
| 1990 | Chicago Joe And The Showgirl                     | Chicago Joe                     | Bernard Rose                                                       | 1990.07.27. | film              | Társszerző: Shirley Walker A társszerző szerint H.Z. nem komponált ehhez a filmhez. |
| 1990 | Green Card                                       | Zöld kártya                     | Peter Weir                                                         | 1990.12.23. | film              | |
| 1991 | White Fang                                       | Fehér Agyar                     | Randal Kleiser                                                     | 1991.01.18. | film              | Elsődleges zeneszerző: Basil Poledouris Kiegészítő zene: Fiachra Trench, Shirley Walker H.Z. által másik zene is íródott a filmhez, hogy lecseréljék az elsődlegest. Végül mindkettőből használtak. H.Z.‐t mégsem tüntették fel. |
| 1991 | To the Moon, Alice                               |                                 | Jessie Nelson                                                      | 1991.04.    | rövidfilm         | |
| 1991 | Thelma & Louise                                  | Thelma és Louise                | Ridley Scott                                                       | 1991.05.20. | film              | BAFTA‐díj jelölés |
| 1991 | Backdraft                                        | Lánglovagok                     | Ron Howard                                                         | 1991.05.24. | film              | |
| 1991 | Regarding Henry                                  | Csak egy lövés                  | Mike Nichols                                                       | 1991.07.12. | film              | |
| 1991 | Where Sleeping Dogs Lie                          | Ahol alvó kutyák hevernek       | Charles Finch                                                      | 1991.11.13. | film              | Társszerző: Mark Mancina |
| 1991 | K2: The Ultimate High                            | Ki itt felmászol...             | Franc Roddam                                                       | 1991.11.22. | film              | Amerikai változat zeneszerzője: Chaz Jankel Európai változaté: H.Z., mégsem tüntették fel. |
| 1991 | Follow Your Dreams – Marlboro Abenteuer Team ´91 |                                 |                                                                    | 1991.       | reklám            | Társszerző: Jay Rifkin |
| 1992 | Radio Flyer                                      | Radio Flyer – Repül a testvérem | Richard Donner                                                     | 1992.02.21. | film              | |
| 1992 | Millennium: Tribal Wisdom and the Modern World   |                                 | Richard Meech, Michael Grant                                       | 1992.02.    | dokumentumsorozat | Társszerző: Mark Mancina, John Van Tongeren |
| 1992 | The Power of One                                 | Egyedül a ringben               | John G. Avildsen                                                   | 1992.03.27. | film              | Dalok: Johnny Clegg Kiegészítő zene: Lebo M, David Khabo |
| 1992 | A League of Their Own                            | Micsoda csapat!                 | Penny Marshall                                                     | 1992.07.01. | film              | |
| 1992 | Toys                                             | Játékszerek                     | Barry Levinson                                                     | 1992.12.18. | film              | Társszerző: Trevor Horn Kiegészítő zene: Bruce Fowler, Jeff Rona, William L. Fowler |
| 1993 | Space Rangers                                    |                                 | Pen Densham                                                        | 1993.01.06. | Tv sorozat        | Társszerző: Mark Mancina |
| 1993 | Sniper                                           | Lopakodók                       | Luis Llosa                                                         | 1993.01.29. | film              | Zeneszerző: Gary Chang Kiegészítő zene: H.Z., Mark Mancina |
| 1993 | Point of No Return                               | A bérgyilkosnő                  | John Badham                                                        | 1993.03.19. | film              | Kiegészítő zene: Nick Glennie-Smith |
| 1993 | Younger & Younger                                | Örökifjú & társa                | Percy Adlon                                                        | 1993.05.15. | film              | Kiegészítő zene: Alex Wurman |
| 1993 | Lifepod                                          | Mentőkabin                      | Ron Silver                                                         | 1993.06.28. | TV film           | Zeneszerző: Mark Mancina Főcímdal: H.Z., Mark Mancina |
| 1993 | Calendar Girl                                    | Marilyn mosolya                 | John Whitesell                                                     | 1993.09.03. | film              | Kiegészítő zene: Nick Glennie-Smith |
| 1993 | True Romance                                     | Tiszta románc                   | Tony Scott                                                         | 1993.09.10. | film              | Kiegészítő zene: Mark Mancina, John Van Tongeren |
| 1993 | Cool Runnings                                    | Jég veled!                      | Jon Turteltaub                                                     | 1993.10.01. | film              | Kiegészítő zene: Nick Glennie-Smith |
| 1993 | The House of the Spirits                         | A kísértetház                   | Bille August                                                       | 1993.10.17. | film              | |
| 1994 | The Critic                                       | The Critic                      | Al Jean, Mike Reiss                                                | 1994.01.26. | TV sorozat        | Zeneszerzők: Alf Clausen, Jeff Rona Főcímdal: H.Z. |
| 1994 | I'll Do Anything                                 | Bármit megteszek                | James L. Brooks                                                    | 1994.02.04. | film              | |
| 1994 | Monkey Trouble                                   | Zűrös majom                     | Franco Amurri                                                      | 1994.03.18. | film              | Zeneszerző: Mark Mancina Kiegészítő zene: H.Z., Nick Glennie-Smith, John Van Tongeren |
| 1994 | Renaissance Man                                  | Reneszánsz ember                | Penny Marshall                                                     | 1994.06.03. | film              | Kiegészítő zene: Nick Glennie-Smith, Bruce Fowler, John Van Tongeren |
| 1994 | The Lion King                                    | Az oroszlánkirály               | Roger Allers, Rob Minkoff                                          | 1994.06.15. | rajzfilm          | Dalok: Elton John (zene) és Tim Rice (szöveg) Kiegészítő zene: Mark Mancina, Nick Glennie-Smith, Lebo M Oscar‐díj: Legjobb eredeti filmzene Golden Globe-díj: Legjobb eredeti filmzene BAFTA‐díj jelölés Grammy-díj és jelölés   |
| 1994 | Drop Zone                                        | Halálugrás                      | John Badham                                                        | 1994.12.09. | film              | Kiegészítő zene: Nick Glennie-Smith, John Van Tongeren, Ryeland Allison |
| 1995 | Crimson Tide                                     | Az utolsó esély                 | Tony Scott                                                         | 1995.05.12. | film              | Kiegészítő zene: Nick Glennie-Smith Grammy-díj |
| 1995 | Beyond Rangoon                                   | A szabadság ösvényein           | John Boorman                                                       | 1995.06.30. | film              | Kiegészítő zene: Nick Glennie-Smith |
| 1995 | Nine Months                                      | Áldatlan állapotban             | Chris Columbus                                                     | 1995.07.14. | film              | Kiegészítő zene: Nick Glennie-Smith |
| 1995 | Something to Talk About                          | Szóbeszéd                       | Lasse Hallström                                                    | 1995.08.04. | film              | Társszerző: Graham Preskett |
| 1995 | Two Deaths                                       |                                 | Nicolas Roeg                                                       | 1995.10.10. | film              | |
| 1996 | The Whole Wide World                             | Egy zseni árnyékában            | Dan Ireland                                                        | 1996.01.    | film              | Társszerző: Harry Gregson-Williams A társszerző szerint H.Z. nem komponált ehhez a filmhez. |
| 1996 | Broken Arrow                                     | Rés a pajzson                   | John Woo                                                           | 1996.02.09. | film              | Kiegészítő zene: Harry Gregson-Williams, Don Harper |
| 1996 | Muppet Treasure Island                           | Muppet Kincses Sziget           | Brian Henson                                                       | 1996.02.16. | bábfilm           | Dalok: Barry Mann és Cynthia Weil Kiegészítő zene: Harry Gregson-Williams |
| 1996 | High Incident                                    |                                 | Eric Bogosian, Michael Pavone, Dave Alan Johnson, Steven Spielberg | 1996.03.04. | TV sorozat        | Zeneszerző: Jeff Rona Főcímdal: H.Z. |
| 1996 | The Rock                                         | A szikla                        | Michael Bay                                                        | 1996.06.07. | film              | Társszerző: Nick Glennie-Smith Kiegészítő zene: Harry Gregson-Williams, Don Harper |
| 1996 | The Fan                                          | A rajongó                       | Tony Scott                                                         | 1996.08.16. | film              | Kiegészítő zene: Harry Gregson-Williams |
| 1996 | The Preacher's Wife                              | Kinek a papné                   | Penny Marshall                                                     | 1996.12.13. | film              | Kiegészítő zene: Nick Glennie-Smith Oscar‐díj jelölés: Legjobb eredeti filmzene musicalre vagy vígjátékra |
| 1997 | Smilla's Sense of Snow                           | A hó hatalma                    | Bille August                                                       | 1997.02.12. | film              | Társszerző: Harry Gregson-Williams |
| 1997 | The Peacemaker                                   | Peacemaker                      | Mimi Leder                                                         | 1997.09.26. | film              | Kiegészítő zene: Gavin Greenaway |
| 1997 | As Good as It Gets                               | Lesz ez még így se!             | James L. Brooks                                                    | 1997.12.23. | film              | Oscar‐díj jelölés: Legjobb eredeti filmzene musicalre vagy vígjátékra |
| 1998 | Armageddon                                       | Armageddon                      | Michael Bay                                                        | 1998.07.17. | film              | Zeneszerző: Trevor Rabin Kiegészítő zene: H.Z., Harry Gregson-Williams, Steve Jablonsky, John Van Tongeren, Don Harper |
| 1998 | The Last Days                                    | Az utolsó napok                 | James Moll                                                         | 1998.10.23. | dokumentumfilm    | Kiegészítő zene: Nathan Wang |
| 1998 | The Prince of Egypt                              | Egyiptom hercege                | Brenda Chapman, Steve Hickner, Simon Wells                         | 1998.12.16. | rajzfilm          | Dalok: Stephen Schwartz Oscar‐díj jelölés: Legjobb eredeti filmzene musicalre vagy vígjátékra Golden Globe-díj jelölés: Legjobb eredeti filmzene Grammy-díj jelölés                                                              |
| 1998 | The Thin Red Line                                | Az őrület határán               | Terrence Malick                                                    | 1998.12.25. | film              | Kiegészítő zene: John Powell, Francesco Lupica Oscar‐díj jelölés: Legjobb eredeti filmzene drámára |
| 1999 | Chill Factor                                     | Robbanáspont                    | Hugh Johnson                                                       | 1999.09.01. | film              | Társszerző: John Powell Kiegészítő zene: Klaus Badelt, Jeff Rona, James Smith, Geoff Zanelli |

### 2000-es évek
| Év   | Eredeti cím                                            | Magyar cím                                   | Rendező                                    | Bemutató    | Műfaj          | Megjegyzés |
| ---- | ------------------------------------------------------ | -------------------------------------------- | ------------------------------------------ | ----------- | -------------- | --- |
| 2000 | Die Motorrad-Cops ‐ Hart am Limit                      | Motoros zsaruk                               | Benedikt Gollhardt                         | 2000.03.30. | TV sorozat     | Társszerzők: James Levine, Matthias Weber, Justin Burnett, Geoff Zanelli |
| 2000 | The Road to El Dorado                                  | Irány Eldorádó                               | Eric "Bibo" Bergeron, Don Paul             | 2000.03.31. | rajzfilm       | Dalok: Elton John (zene) és Tim Rice (szöveg) Társszerző: John Powell Annie‐díj jelölés Critics' Choice Movie‐díj: Legjobb zeneszerző |
| 2000 | Gladiator                                              | Gladiátor                                    | Ridley Scott                               | 2000.05.01. | film           | Társszerző: Lisa Gerrard Kiegészítő zene: Klaus Badelt, Jeff Rona, Nick Glennie-Smith Oscar‐díj jelölés: Legjobb eredeti filmzene Golden Globe-díj: Legjobb eredeti filmzene BAFTA‐díj jelölés Classic Brit‐díj: Év legjobb albuma Critics' Choice Movie‐díj: Legjobb zeneszerző Grammy-díj jelölés |
| 2000 | Mission: Impossible 2                                  | Mission: Impossible 2.                       | John Woo                                   | 2000.05.24. | film           | "Mission: Impossible" téma szerzője: Lalo Schifrin Kiegészítő zene: Klaus Badelt, Michael Brook, Dave Gamson, Lisa Gerrard, Nick Glennie-Smith, Oliver Leiber, Heitor Pereira, Jeff Rona, Martin Tillman, Mel Wesson |
| 2000 | An Everlasting Piece                                   | Örök darab                                   | Barry Levinson                             | 2000.12.25. | film           | Társszerzők: The Jigs (Patrick Cassidy, Richard Cook, Craig Eastman, Max Heotzel, Davey Johnstone, Barry Levinson, Heitor Pereira, Dave Raven, Jeff Rona, Martin Tillmann) |
| 2001 | The Pledge                                             | Az ígéret megszállottja                      | Sean Penn                                  | 2001.01.19. | film           | Társszerző: Klaus Badelt Kiegészítő zene: Michael Brook, Craig Eastman, Heitor Pereira, Martin Tillman |
| 2001 | Hannibal                                               | Hannibal                                     | Ridley Scott                               | 2001.02.09. | film           | Kiegészítő zene: Klaus Badelt |
| 2001 | What About Joan?                                       |                                              | Gwen Macsai                                | 2001.03.27. | TV sorozat     | Zeneszerző: James S. Levine Főcímdal: H.Z. |
| 2001 | Invincible                                             | A legyőzhetetlen                             | Werner Herzog                              | 2001.03.29. | film           | Társszerző: Klaus Badelt |
| 2001 | Pearl Harbor                                           | Pearl Harbor – Égi háború                    | Michael Bay                                | 2001.05.21. | film           | Golden Globe-díj jelölés: Legjobb eredeti filmzene |
| 2001 | Riding in Cars with Boys                               | Fiúk az életemből                            | Penny Marshall                             | 2001.10.19. | film           | Társszerző: Heitor Pereira |
| 2001 | Black Hawk Down                                        | A Sólyom végveszélyben                       | Ridley Scott                               | 2001.12.28. | film           | Kiegészítő zene: Martin Tillman, Heitor Pereira, Craig Eastman, Michael Brook, Jeff Rona |
| 2002 | Spirit: Stallion of the Cimarron                       | Szilaj, a vad völgy paripája                 | Kelly Asbury, Lorna Cook                   | 2002.05.24. | rajzfilm       | Dalok: Bryan Adams Kiegészítő zene: Steve Jablonsky, Gavin Greenaway Golden Globe-díj jelölés: Legjobb eredeti filmdal "Here I Am" |
| 2002 | The Ring                                               | A kör                                        | Gore Verbinski                             | 2002.10.18. | film           | Kiegészítő zene: Martin Tillmann, Henning Lohner, Jim Dooley |
| 2002 | Maybach                                                |                                              |                                            | 2002.       | reklám         | |
| 2003 | Tears of the Sun                                       | A Nap könnyei                                | Antoine Fuqua                              | 2003.03.07. | film           | Kiegészítő zene: Jim Dooley, Lisa Gerrard, Steve Jablonsky, Hugh Marsh, Heitor Pereira, Ali Tavallali, Martin Tillman, Andreas Vollenweider, Mel Wesson, Lebo M. |
| 2003 | Johnny English                                         | Johnny English                               |                                            | 2003.04.06. | film           | "A Man For All Season" végcímdal szerzője: H.Z. és Robbie Williams |
| 2003 | Pirates of the Caribbean: The Curse of the Black Pearl | A Karib-tenger kalózai: A Fekete Gyöngy átka | Gore Verbinski                             | 2003.06.28. | film           | Zeneszerző: Klaus Badelt Kiegészítő zene: H.Z., Ramin Djawadi, Blake Neely, Jim Dooley, James McKee Smith, Nick Glennie-Smith, Geoff Zanelli & Steve Jablonsky H.Z. szerint a rendező‐barátja leváltva az eredeti zeneszerzőt, sürgősen új zenét kért tőle. Egy éjszaka komponálta meg a film legtöbb témáját, amit később a többi zeneszerzővel együtt kiegészített, egésszé fabrikált. Habár Klaus Badelt van feltüntetve fő zeneszerzőként, de ennek a filmzenének a legnagyobb része H.Z. fejéből pattant ki. Több cikk és interjú igazolja. |
| 2003 | Matchstick Men                                         | Trükkös fiúk                                 | Ridley Scott                               | 2003.09.02. | film           | Kiegészítő zene: Geoff Zanelli "La dolce vita" téma szerzője: Nino Rota |
| 2003 | Threat Matrix                                          | Végveszélyben                                | Daniel Voll                                | 2003.09.18. | TV sorozat     | Zeneszerző: Steve Jablonsky Főcímdal: H.Z., Steve Jablonsky |
| 2003 | The Last Samurai                                       | Az utolsó szamuráj                           | Edward Zwick                               | 2003.11.20. | film           | Golden Globe-díj jelölés: Legjobb eredeti filmzene Critics' Choice Movie‐díj jelölés: Legjobb zeneszerző |
| 2003 | Something's Gotta Give                                 | Minden végzet nehéz                          | Nancy Meyers                               | 2003.12.12. | film           | Kiegészítő zene: Christopher Young, Ramin Djawadi, Jim Dooley, James S. Levine, Trevor Morris, Blake Neely, Heitor Pereira |
| 2004 | King Arthur                                            | Artúr király                                 | Antoine Fuqua                              | 2004.07.07. | film           | Kiegészítő zene: Nick Glennie-Smith, Rupert Gregson-Williams, Moya Brennan |
| 2004 | Thunderbirds                                           | Viharmadarak                                 | Jonathan Frakes                            | 2004.07.20. | film           | Kiegészítő zene: Ramin Djawadi A TV sorozat "Thunderbirds Are Go!" téma szerzője: Barry Bray |
| 2004 | Shark Tale                                             | Cápamese                                     | Vicky Jenson, Bibo Bergeron, Rob Letterman | 2004.09.10. | rajzfilm       | Kiegészítő zene: Geoff Zanelli, Trevor Morris |
| 2004 | Lauras Stern (Laura's Star)                            | Laura csillaga                               | Piet De Rycker, Thilo Graf Rothkirch       | 2004.09.26. | rajzfilm       | Társszerző: Nick Glennie-Smith Kiegészítő zene: Henning Lohner, Wonderwall |
| 2004 | Spanglish                                              | Spangol – Magamat se értem!                  | James L. Brooks                            | 2004.12.17. | film           | Kiegészítő zene: Heitor Pereira Golden Globe-díj jelölés: Legjobb eredeti filmzene |
| 2005 | The Contender (season 1)                               | Bokszakadémia                                | Mark Burnett                               | 2005.03.07. | TV műsor       | Társszerző: Steve Jablonsky Főcímdal: H.Z. |
| 2005 | The Ring Two                                           | A kör 2.                                     | Hideo Nakata                               | 2005.03.18. | film           | Zeneszerzők: Henning Lohner, Martin Tillman Eredeti témák: H.Z. |
| 2005 | Madagascar                                             | Madagaszkár                                  | Eric Darnell, Tom McGrath                  | 2005.05.25. | rajzfilm       | Kiegészítő zene: Ryeland Allison, Jim Dooley, James S. Levine, Heitor Pereira Annie‐díj jelölés |
| 2005 | Batman Begins                                          | Batman: Kezdődik!                            | Christopher Nolan                          | 2005.05.31. | film           | Társszerző: James Newton Howard Kiegészítő zene: Ramin Djawadi, Mel Wesson |
| 2005 | Der kleine Eisbär 2 – Die geheimnisvolle Insel         | A kis jegesmedve 2. – A titokzatos sziget    | Thilo Graf Rothkirch, Piet De Rycker       | 2005.09.29. | rajzfilm       | Társszerző: Nick Glennie-Smith Kiegészítő zene: David Baerwald |
| 2005 | The Weather Man                                        | Az időjós                                    | Gore Verbinski                             | 2005.10.20. | film           | Társszerző: James S. Levine Kiegészítő zene: David Baerwald |
| 2006 | The Da Vinci Code                                      | A Da Vinci-kód                               | Ron Howard                                 | 2006.05.17. | film           | Golden Globe-díj jelölés: Legjobb eredeti filmzene Critics' Choice Movie‐díj jelölés: Legjobb zeneszerző Grammy-díj jelölés |
| 2006 | Pirates of the Caribbean: Dead Man's Chest             | A Karib-tenger kalózai – Holtak kincse       | Gore Verbinski                             | 2006.06.24. | film           | Kiegészítő zene: Lorne Balfe, Tom Gire, Nick Glennie-Smith, Henry Jackman, Trevor Morris, John Sponsler, Geoff Zanelli, Klaus Badelt Grammy-díj jelölés |
| 2006 | The Holiday                                            | Holiday                                      | Nancy Meyers                               | 2006.11.29. | film           | Kiegészítő zene: Ryeland Allison, Lorne Balfe, Henry Pryce Jackman, Atli Örvarsson, Heitor Pereira |
| 2007 | Pirates of the Caribbean: At World's End               | A Karib tenger kalózai – A világ végén       | Gore Verbinski                             | 2007.05.19. | film           | Kiegészítő zene: Lorne Balfe, Tom Gire, Nick Glennie-Smith, Henry Jackman, Atli Örvarsson, John Sponsler, Geoff Zanelli, Klaus Badelt |
| 2007 | The Simpsons Movie                                     | A Simpson család – A film                    | David Silverman                            | 2007.07.21. | rajzfilm       | A TV sorozat "The Simpsons" főcímdal szerzője: Danny Elfman Kiegészítő zene: Ryeland Allison, Lorne Balfe, James Dooley, Henry Jackman, Michael Levine, Atli Örvarsson |
| 2007 | The Simpsons Game                                      |                                              | Electronic Arts                            | 2007.10.30. | videójáték     | Társszerző: Jim Dooley |
| 2008 | Casi Divas                                             | Majdnem dívák                                | Issa López                                 | 2008.04.11. | film           | Kiegészítő zene: Ryeland Allison, Lorne Balfe, Lili Haydn, Heitor Pereira, Martin Tillman |
| 2008 | Kung Fu Panda                                          | Kung Fu Panda                                | John Stevensen, Mark Osborne               | 2008.05.15. | rajzfilm       | Társszerző: John Powell Kiegészítő zene: Henry Jackman, James McKee Smith Annie‐díj |
| 2008 | The Dark Knight                                        | A sötét lovag                                | Christopher Nolan                          | 2008.07.14. | film           | Társszerző: James Newton Howard Kiegészítő zene: Lorne Balfe BAFTA‐díj jelölés Classic Brit‐díj: Év legjobb albuma Critics' Choice Movie‐díj jelölés: Legjobb zeneszerző Grammy-díj |
| 2008 | The Burning Plain                                      | Megváltás                                    | Guillermo Arriaga                          | 2008.08.29. | film           | Társszerző: Omar Rodriguez Lopez |
| 2008 | Frost/Nixon                                            | Frost/Nixon                                  | Ron Howard                                 | 2008.10.15. | film           | Kiegészítő zene: Lorne Balfe Golden Globe-díj jelölés: Legjobb eredeti filmzene |
| 2008 | Madagascar: Escape 2 Africa                            | Madagaszkár 2.                               | Eric Darnell, Tom McGrath                  | 2008.11.07. | rajzfilm       | Társszerző: will.i.am Kiegészítő zene: Lorne Balfe, Jim Dooley, Geoff Zanelli |
| 2008 | Kung Fu Panda: Secrets of the Furious Five             | Kung Fu Panda – A harc művészete             | Raman Hui                                  | 2008.11.09. | rövid rajzfilm | Társszerző: Henry Jackman, John Powell Annie‐díj |
| 2009 | The Boat That Rocked                                   | Rockhajó                                     | Richard Curtis                             | 2009.04.01. | film           | "Sink or Swim" című dal szerzői: H.Z., Lorne Balfe |
| 2009 | Angels & Demons                                        | Angyalok és démonok                          | Ron Howard                                 | 2009.05.04. | film           | Kiegészítő zene: Lorne Balfe & Atli Örvarsson |
| 2009 | Call of Duty: Modern Warfare 2                         | Call of Duty: Modern Warfare 2               | Infinity Ward                              | 2009.11.10. | videójáték     | Zeneszerző: Lorne Balfe Főcímdal: H.Z., Lorne Balfe Kiegészítő zene: Mark Mancina, Nick Phoenix, Thomas Bergersen, Dave Metzger, Jacob Shea, Noah Sorota, Atli Örvarsson British Academy Games‐díj jelölés |
| 2009 | Sherlock Holmes                                        | Sherlock Holmes                              | Guy Ritchie                                | 2009.12.25. | film           | Kiegészítő zene: Lorne Balfe Oscar‐díj jelölés: Legjobb eredeti filmzene Critics' Choice Movie‐díj jelölés: Legjobb filmzene Grammy-díj jelölés |
| 2009 | It's Complicated                                       | Egyszerűen bonyolult                         | Nancy Meyers                               | 2009.12.25. | film           | Társszerző: Heitor Pereira Kiegészítő zene: Henry Jackman |

### 2010-es évek
| Év   | Eredeti cím                                 | Magyar cím                                 | Rendező                                                                               | Bemutató    | Műfaj                | Megjegyzés |
| ---- | ------------------------------------------- | ------------------------------------------ | ------------------------------------------------------------------------------------- | ----------- | -------------------- | --- |
| 2010 | Henri 4                                     | IV. Henrik, Navarra királya                | Jo Baier                                                                              | 2010.03.04. | film                 | Társszerző: Henry Jackman Kiegészítő zene: Noah Sorota, Matthew Margeson, Adam Peters |
| 2010 | The Pacific                                 | The Pacific – A hős alakulat               | Jeremy Podeswa, Timothy Van Patten, David Nutter, Carl Franklin, Tony To, Graham Yost | 2010.03.14. | TV minisorozat       | Társszerzők: Blake Neely, Geoff Zanelli Producerek: Steven Spielberg, Tom Hanks |
| 2010 | Through the Wormhole (season 1)             | A féreglyukon át (1. évad)                 | Science Channel, Morgan Freeman                                                       | 2010.06.09. | dokumentumsorozat    | Társszerző: Jacob Shea Főcímdal: H.Z. |
| 2010 | Inception                                   | Eredet                                     | Christopher Nolan                                                                     | 2010.07.08. | film                 | Kiegészítő zene: Lorne Balfe Oscar‐díj jelölés: Legjobb eredeti filmzene Golden Globe-díj jelölés: Legjobb eredeti filmzene BAFTA‐díj jelölés Critics' Choice Movie‐díj jelölés: Legjobb filmzene Grammy-díj jelölés                     |
| 2010 | Megamind                                    | Megaagy                                    | Tom McGrath                                                                           | 2010.10.28. | rajzfilm             | Társszerző: Lorne Balfe |
| 2010 | Kung Fu Panda Holiday                       | Kung Fu Panda ünnepe                       | Tim Johnson                                                                           | 2010.11.24. | rajzfilm             | Társszerző: Henry Jackman Annie‐díj jelölés |
| 2010 | How Do You Know                             | Honnan tudod?                              | James L. Brooks                                                                       | 2010.12.13. | film                 | Kiegészítő zene: Guillaume Roussel |
| 2011 | The Dilemma                                 | A dilemma                                  | Ron Howard                                                                            | 2011.01.14. | film                 | Társszerző: Lorne Balfe |
| 2011 | Rango                                       | Rango                                      | Gore Verbinski                                                                        | 2011.02.14. | rajzfilm             | |
| 2011 | Megamind: The Button of Doom                |                                            | Simon J. Smith                                                                        | 2011.02.25. | rövid rajzfilm       | Társszerző: Lorne Balfe |
| 2011 | Crysis 2                                    | Crysis 2                                   | Crytek                                                                                | 2011.03.22. | videójáték           | Társszerző: Lorne Balfe Főcímdal: H.Z. Kiegészítő zene: Andrew Kawczynski |
| 2011 | Who Are The Roma?                           |                                            | Jordan Bahat                                                                          | 2011.04.08. | rövid dokumentumfilm | |
| 2011 | Pirates of the Caribbean: On Stranger Tides | A Karib-tenger kalózai: Ismeretlen vizeken | Rob Marshall                                                                          | 2011.05.07. | film                 | Kiegészítő zene: Geoff Zanelli, Tom Gire, John Sponsler, Matt Margeson, Guillaume Roussel & Rodrigo Y Gabriela |
| 2011 | Kung Fu Panda 2                             | Kung Fu Panda 2.                           | Jennifer Yuh Nelson                                                                   | 2011.05.22. | rajzfilm             | Társszerző: John Powell Kiegészítő zene: Lorne Balfe, Dominic Lewis, Paul Mounsey |
| 2011 | Standing Up For Freedom                     |                                            | Carlos Lascano                                                                        | 2011.08.06. | rövidfilm            | Társszerző: Lorne Balfe |
| 2011 | Through the Wormhole (season 2)             | A féreglyukon át (2. évad)                 | Science Channel, Morgan Freeman                                                       | 2011.06.08. | dokumentumsorozat    | Társszerző: Jacob Shea Főcímdal: H.Z. |
| 2011 | Jealous of the Birds                        |                                            | Jordan Bahat                                                                          | 2011.08.14. | dokumentumfilm       | Társszerző: Aleksey Igudesman |
| 2011 | Skylanders: Spyro's Adventure               |                                            | Activision                                                                            | 2011.10.13. | videójáték           | Zeneszerző: Lorne Balfe Főcímdal: H.Z. |
| 2011 | Kung Fu Panda: Secrets of the Masters       | A Kung Fu Panda: Legendás mesterek         | Tony Leondis                                                                          | 2011.12.13. | rövid rajzfilm       | Társszerzők: Lorne Balfe, John Powell |
| 2011 | Sherlock Holmes: A Game of Shadows          | Sherlock Holmes 2. – Árnyjáték             | Guy Ritchie                                                                           | 2011.12.16. | film                 | Kiegészítő zene: Lorne Balfe |
| 2012 | The 84th Academy Awards                     | 84. Oscar‐díjátadó gála                    |                                                                                       | 2012.02.26. | díjátadó             | Zene rendezők: H.Z., Pharrell Williams |
| 2012 | Through the Wormhole (season 3)             | A féreglyukon át (3. évad)                 | Science Channel, Morgan Freeman                                                       | 2012.03.06. | dokumentumsorozat    | Társszerző: Jacob Shea Főcímdal: H.Z. |
| 2012 | Madagascar 3: Europe's Most Wanted          | Madagaszkár 3.                             | Eric Darnell, Conrad Vernon, Tom McGrath                                              | 2012.05.18. | rajzfilm             | Kiegészítő zene: Lorne Balfe |
| 2012 | The Dark Knight Rises                       | A sötét lovag – Felemelkedés               | Christopher Nolan                                                                     | 2012.07.16. | film                 | Kiegészítő zene: Lorne Balfe Grammy-díj jelölés |
| 2012 | ABC World News Tonight                      |                                            |                                                                                       | 2012.10.01. | TV hírmüsor          | Zeneszerző: Steve Mazzaro Főcímdal: H.Z. |
| 2013 | The Bible                                   | A Biblia                                   | Crispin Reece, Tony Mitchell, Christopher Spencer                                     | 2013.03.03. | TV minisorozat       | Társszerző: Lorne Balfe |
| 2013 | Through the Wormhole (season 4)             | A féreglyukon át (4. évad)                 | Science Channel, Morgan Freeman                                                       | 2013.03.20. | dokumentumsorozat    | Társszerző: Jacob Shea Főcímdal: H.Z. |
| 2013 | Brave Miss World                            |                                            | Cecilia Peck                                                                          | 2013.04.10. | dokumentumfilm       | Társszerzők: Ben Harper, Martin Tillman |
| 2013 | Man of Steel                                |                                            | Phosphor Games                                                                        | 2013.06.06. | videójáték           | Zeneszerző: Steve Mazzaro Főcímdal: H.Z. |
| 2013 | Man of Steel                                | Az acélember                               | Zack Snyder                                                                           | 2013.06.10. | film                 | Kiegészítő zene: Junkie XL, Andrew Kawczynski, Steve Mazzaro, Atli Örvarsson |
| 2013 | The Lone Ranger                             | A magányos lovas                           | Gore Verbinski                                                                        | 2013.06.22. | film                 | Kiegészítő zene: Geoff Zanelli, Rupert Gregson-Williams, Steve Mazzaro, Andrew Kawczynski, Jasha Klebe, Lorne Balfe |
| 2013 | Mr. Morgan's Last Love                      | Mr. Morgan utolsó szerelme                 | Sandra Nettelbeck                                                                     | 2013.06.29. | film                 | Kiegészítő zene: Jasha Klebe |
| 2013 | 12 Years a Slave                            | 12 év rabszolgaság                         | Steve McQueen                                                                         | 2013.08.30. | film                 | Kiegészítő zene: Benjamin Wallfisch Golden Globe-díj jelölés: Legjobb eredeti filmzene BAFTA‐díj jelölés Critics' Choice Movie‐díj jelölés: Legjobb filmzene                                                                             |
| 2013 | Rush                                        | Hajsza a győzelemért                       | Ron Howard                                                                            | 2013.09.02. | film                 | Kiegészítő zene: Lorne Balfe, Jasha Klebe, Bryce Jacobs |
| 2013 | Captain Phillips                            | Phillips kapitány                          | Paul Greengrass                                                                       | 2013.09.27. | film                 | Zeneszerző: Henry Jackman Kiegészítő zene: H.Z., Al Clay, Jack Dolman |
| 2014 | Winter's Tale                               | Téli mese                                  | Akiva Goldsman                                                                        | 2014.02.13. | film                 | Társszerző: Rupert Gregson-Williams Kiegészítő zene: Halli Cauthery, David Buckley |
| 2014 | Son of God                                  | Isten fia                                  | Christopher Spencer                                                                   | 2014.02.28. | film                 | Társszerző: Lorne Balfe |
| 2014 | Through the Wormhole (season 5)             | A féreglyukon át (5. évad)                 | Science Channel, Morgan Freeman                                                       | 2014.03.05. | dokumentumsorozat    | Társszerző: Jacob Shea Főcímdal: H.Z. |
| 2014 | The Amazing Spider-Man 2                    | A csodálatos Pókember 2.                   | Marc Webb                                                                             | 2014.04.18. | film                 | Társszerző: The Magnificent Six "The Magnificent Six" tagjai: Michael Einziger, Junkie XL, Andrew Kawczynski, Johnny Marr, Steve Mazzaro, Pharrell Williams                                                                              |
| 2014 | Interstellar                                | Csillagok között                           | Christopher Nolan                                                                     | 2014.10.26. | film                 | Oscar‐díj jelölés: Legjobb eredeti filmzene Golden Globe-díj jelölés: Legjobb eredeti filmzene BAFTA‐díj jelölés Critics' Choice Movie‐díj jelölés: Legjobb filmzene Grammy-díj jelölés                                                  |
| 2015 | Sons of Liberty                             |                                            | Kari Skogland                                                                         | 2015.01.25. | TV minisorozat       | Zeneszerzők: Lorne Balfe, The Bleeding Fingers Custom Music Shop Főcímdal: H.Z. |
| 2015 | Woman in Gold                               | Hölgy aranyban                             | Simon Curtis                                                                          | 2015.02.09. | film                 | Társszerző: Martin Phipps |
| 2015 | Chappie                                     | Chappie                                    |                                                                                       | 2015.03.04. | film                 | Kiegészítő zene: Steve Mazzaro, Andrew Kawczynski |
| 2015 | Premier Boxing Champions                    |                                            | Al Haymon                                                                             | 2015.03.07. | TV műsor             | Zeneszerző: Lorne Balfe Főcímdal: H.Z. |
| 2015 | A.D. The Bible Continues                    |                                            | Roma Downey, Mark Burnett                                                             | 2015.04.05. | TV minisorozat       | Társszerző: Lorne Balfe |
| 2015 | Les bosquets                                |                                            | JR                                                                                    | 2015.04.18. | rövidfilm            | Társszerzők: H.Z., Pharrell Williams, Ben Wallfisch, Woodkid |
| 2015 | Through the Wormhole (season 6)             | A féreglyukon át (6. évad)                 | Science Channel, Morgan Freeman                                                       | 2015.04.29. | dokumentumsorozat    | Társszerző: Jacob Shea Főcímdal: H.Z. |
| 2015 | Le Petit Prince                             | A kis herceg                               | Mark Osborne                                                                          | 2015.05.22. | rajzfilm             | Társszerző: Richard Harvey, Camille Kiegészítő zene: Ed Buller, Dominic Lewis, Nathan Stornetta, Czarina Russell, Benjamin Wallfisch Annie‐díj                                                                                           |
| 2015 | Freeheld                                    | A nő, akit szerettem                       | Peter Sollett                                                                         | 2015.09.13. | film                 | Társszerző: Johnny Marr |
| 2015 | Saints & Strangers                          |                                            | Paul A. Edwards                                                                       | 2015.11.22. | TV minisorozat       | Zeneszerző: Lorne Balfe Főcímdal: H.Z. |
| 2015 | Kung Fu Panda: Secrets of the Scroll        |                                            | Rodolphe Guenoden                                                                     | 2015.12.15. | rövid rajzfilm       | Társszerzők: Lorne Balfe, John Powell |
| 2016 | Kung Fu Panda 3                             | Kung Fu Panda 3.                           | Jennifer Yuh Nelson, Alessandro Carloni                                               | 2016.01.23. | rajzfilm             | Kiegészítő zene: Paul Mounsey, John Powell, Lorne Balfe |
| 2016 | Batman v Superman: Dawn of Justice          | Batman Superman ellen – Az igazság hajnala | Zack Snyder                                                                           | 2016.03.19. | film                 | Társszerző: Junkie XL Kiegészítő zene: Steve Mazzaro, Andrew Kawczynski, Benjamin Wallfisch |
| 2016 | The Last Face                               | Az utolsó próba                            | Sean Penn                                                                             | 2016.05.20. | film                 | Kiegészítő zene: Lorne Balfe, Andrew Kawczynski, Steve Mazzaro |
| 2016 | Through the Wormhole (season 7)             | A féreglyukon át (7. évad)                 | Science Channel, Morgan Freeman                                                       | 2016.08.08. | dokumentumsorozat    | Társszerző: Jacob Shea Főcímdal: H.Z. |
| 2016 | Inferno                                     | Inferno                                    | Ron Howard                                                                            | 2016.10.08. | film                 | Kiegészítő zene: Steve Mazzaro, Andrew Kawczynski, Michael Tuller, Richard Harvey, Paul Mounsey |
| 2016 | The Crown                                   | A korona                                   | Peter Morgan                                                                          | 2016.11.04. | TV sorozat           | Zeneszerző: Rupert Gregson-Williams Főcímdal: H.Z. |
| 2016 | Planet Earth II                             | Bolygónk, a Föld 2.                        | Tom Hugh-Jones                                                                        | 2016.11.06. | dokumentumsorozat    | Zeneszerzők: Jacob Shea, Jasha Klebe Főcímdal: H.Z. British Academy Television Craft‐díj jelölés |
| 2016 | A Cure For Wellness                         | Az egészség ellenszere                     | Gore Verbinski                                                                        | 2016.12.10. | film                 | Zeneszerző: Benjamin Wallfisch Kiegészítő zene: H.Z. |
| 2016 | Hidden Figures                              | A számolás joga                            | Theodore Melfi                                                                        | 2016.12.10. | film                 | Társszerző: Pharrell Williams, Benjamin Wallfisch Golden Globe-díj jelölés: Legjobb eredeti filmzene Grammy-díj jelölés |
| 2016 | Volvo V90 – Made by Sweden                  |                                            |                                                                                       | 2016.       | reklám               | |
| 2017 | The Boss Baby                               | Bébi úr                                    | Tom McGrath                                                                           | 2017.03.12. | rajzfilm             | Társszerző: Steve Mazzaro |
| 2017 | Through the Wormhole (season 8)             | A féreglyukon át (8. évad)                 | Science Channel, Morgan Freeman                                                       | 2017.04.25. | dokumentumsorozat    | Társszerző: Jacob Shea Főcímdal: H.Z. |
| 2017 | Genius                                      | Géniusz                                    | Kenneth Biller                                                                        | 2017.04.25. | TV sorozat           | Zeneszerző: Lorne Balfe Főcímdal: H.Z. |
| 2017 | Dunkirk                                     | Dunkirk                                    | Christopher Nolan                                                                     | 2017.07.13. | film                 | Kiegészítő zene: Benjamin Wallfisch, Lorne Balfe Oscar‐díj jelölés: Legjobb eredeti filmzene Golden Globe-díj jelölés: Legjobb eredeti filmzene BAFTA‐díj jelölés Critics' Choice Movie‐díj jelölés: Legjobb filmzene Grammy-díj jelölés |
| 2017 | Blade Runner 2049                           | Szárnyas fejvadász 2049                    | Denis Villeneuve                                                                      | 2017.10.03. | film                 | Társszerző: Benjamin Wallfisch BAFTA‐díj jelölés Critics' Choice Movie‐díj jelölés: Legjobb filmzene Grammy-díj jelölés |
| 2017 | Blue Planet II                              | A kék bolygó II.                           | Mark Brownlow                                                                         | 2017.10.29. | dokumentumsorozat    | Társszerző: Jacob Shea, David Fleming |
| 2018 | 2018 FIFA World Cup Russia                  | 2018-as labdarúgó-világbajnokság           |                                                                                       | 2018.06.08. | esemény              | Hivatalos FIFA téma szerzője: H.Z., Lorne Balfe |
| 2018 | Believer                                    |                                            | Don Argott                                                                            | 2018.06.25. | dokumentumfilm       | Kiegészítő zene: David Fleming, Andrew Kawczynski, Nile Marr |
| 2018 | Widows                                      | Nyughatatlan özvegyek                      | Steve McQueen                                                                         | 2018.09.08. | film                 | Kiegészítő zene: Steve Mazzaro |
| 2018 | FIFA 19 The Journey: Champions              |                                            | Electronic Arts                                                                       | 2018.09.28. | videójáték           | Társszerző: Lorne Balfe |
| 2018 | Range Rover                                 |                                            |                                                                                       | 2018.       | reklám               | |
| 2018 | Walmart – The Box                           |                                            |                                                                                       | 2018.       | reklám               | |
| 2019 | Great Bear Rainforest                       |                                            | Ian McAllister                                                                        | 2019.03.07. | rövid dokumentumfilm | Zeneszerző: Anže Rozman Főcímdal: H.Z., Anže Rozman |
| 2019 | 13 Minutes To The Moon (season 1)           |                                            | Andrew Luck-Baker                                                                     | 2019.05.14. | podcast              | Főcímdal: H.Z. |
| 2019 | X-Men: Dark Phoenix                         | X-Men: Sötét Főnix                         | Simon Kinberg                                                                         | 2019.06.04. | film                 | Kiegészítő zene: Steve Mazzaro, Dave Fleming |
| 2019 | The Lion King                               | Az oroszlánkirály                          | Jon Favreau                                                                           | 2019.07.09. | film                 | Dalok: Elton John (zene) és Tim Rice (szöveg) Grammy-díj jelölés |
| 2019 | Seven Worlds, One Planet                    |                                            | Scott Alexander                                                                       | 2019.10.27. | dokumentumsorozat    | Zeneszerző: Jacob Shea Főcímdal: H.Z., Jacob Shea |

### 2020-as évek
| Év   | Eredeti cím                                  | Magyar cím                         | Rendező                            | Bemutató    | Műfaj             | Megjegyzés |
| ---- | -------------------------------------------- | ---------------------------------- | ---------------------------------- | ----------- | ----------------- | --- |
| 2020 | Rebuilding Paradise                          | Paradise újjáépítése               | Ron Howard                         | 2020.01.24. | dokumentumfilm    | Társszerző: Lorne Balfe Kiegészítő zene: Boris Salchow, Peter Adams, Max Aruj, Steffen Thum |
| 2020 | 13 Minutes To The Moon (season 2)            |                                    | Andrew Luck-Baker                  | 2020.03.11. | podcast           | Főcímdal: H.Z., Christian Lundberg |
| 2020 | Major League Soccer 25th Season              |                                    |                                    | 2020.08.03. |                   | |
| 2020 | The SpongeBob Movie: Sponge on the Run       | SpongyaBob: Spongya szökésben      | Tim Hill                           | 2020.08.14. | rajzfilm          | Társszerző: Steve Mazzaro |
| 2020 | Planet Earth: A Celebration                  |                                    | Jameson Posey, Helen Scott         | 2020.08.31. | dokumentumfilm    | Zeneszerző: Jacob Shea Főcímdal: H.Z., Jacob Shea |
| 2020 | Hillbilly Elegy                              | Vidéki ballada az amerikai álomról | Ron Howard                         | 2020.11.11. | film              | Társszerző: David Fleming Kiegészítő zene: Ben Powell |
| 2020 | Wonder Woman 1984                            | Wonder Woman 1984                  | Patty Jenkins                      | 2020.12.16. | film              | Kiegészítő zene: David Fleming, Steve Mazzaro |
| 2021 | Oppo Find X3                                 |                                    | Steven Kofsky                      | 2021.03.25. | reklám            | |
| 2021 | The Boss Baby: Family Business               | Bébi úr: Családi ügy               | Tom McGrath                        | 2021.07.02. | rajzfilm          | Társszerző: Steve Mazzaro |
| 2021 | Dune                                         | Dűne                               | Denis Villeneuve                   | 2021.09.03. | film              | Kiegészítő zene: David Fleming, Steve Mazzaro, Andrew Kawczynski, Steven Doar Oscar‐díj: Legjobb eredeti filmzene Golden Globe-díj: Legjobb eredeti filmzene BAFTA‐díj Critics' Choice Movie‐díj jelölés: Legjobb filmzene Grammy-díj jelölés |
| 2021 | The Survivor                                 |                                    | Barry Levinson                     | 2021.09.13. | film              | |
| 2021 | No Time to Die                               | Nincs idő meghalni                 | Cary Joji Fukunaga                 | 2021.09.28. | film              | Kiegészítő zene: Steve Mazzaro |
| 2021 | Army of Thieves                              | A tolvajok hadserege               | Matthias Schweighöfer              | 2021.10.29. | film              | Társszerző: Steve Mazzaro |
| 2021 | The Unforgivable                             | Megbocsáthatatlan                  | Nora Fingscheidt                   | 2021.11.26. | film              | Társszerző: David Fleming |
| 2021 | Around The World In 80 Days                  | Nyolcvan nap alatt a Föld körül    | Ashley Pharoah, Caleb Ranson       | 2021.12.11. | TV sorozat        | Zeneszerző: Christian Lundberg Főcímdal: H.Z., Christian Lundberg |
| 2021 | ФК «Краснодар»                               |                                    |                                    | 2021.       | himnusz           | |
| 2021 | Fiji Water                                   |                                    |                                    | 2021.       | reklám            | |
| 2022 | Top Gun: Maverick                            | Top Gun: Maverick                  | Joseph Kosinski                    | 2022.05.18. | film              | Társszerző: Harold Faltermeyer és Lady Gaga |
| 2022 | Prehistoric Planet                           |                                    |                                    | 2022.05.23. | dokumentumsorozat | Társszerző: Anze Rozman és Kara Talve |
| 2022 | The Son                                      |                                    |                                    | 2022.09.07. | film              | Kiegészítő zene: David Fleming |
| 2022 | Frozen Planet II                             |                                    |                                    | 2022.09.11. | dokumentumsorozat | Társszerző: Adam Lukas és James Everingham |
| 2022 | The Calling                                  |                                    |                                    | 2022.11.10. | TV sorozat        | Társszerző: Steve Mazzaro |
| 2022 | La Nuit où Laurier Gaudreault s'est réveillé |                                    |                                    | 2022.11.24. | TV minisorozat    | Társszerző: David Fleming |
| 2022 | MrBeast - I Survived 50 Hours In Antartica   |                                    |                                    |             | Youtube rövidfilm | Társszerző: Adam Lukas és James Everingham |
| 2023 | Planet Earth III                             |                                    |                                    |             | dokumentumsorozat | |
| 2023 | Prehistoric Planet 2                         |                                    |                                    |             | dokumentumsorozat | Főcímdal: H.Z. és Andrew Christie Társszerző: Anze Rozman és Kara Talve |
| 2023 | Are You There God? It's Me, Margaret         |                                    |                                    |             | film              | Kiegészítő zene: David Fleming |
| 2023 | The Creator                                  |                                    |                                    |             | film              | Kiegészítő zene: Steve Mazzaro |
| 2023 | The Calm                                     |                                    | Sam Hargrave                       |             | rövidfilm         | |
| 2024 | Dune – Part II                               | Dűne: Második rész                 | Denis Villeneuve                   |             | film              | Kiegészítő zene: David Fleming, Steve Mazzaro, Omer Benyamin, Steven Doar és Andrew Kawczynski |
| 2024 | Ashfall                                      |                                    |                                    |             | videójáték        | |
| 2024 | The Tattooist Of Auschwitz                   |                                    |                                    |             | TV minisorozat    | |
| 2024 | Kung Fu Panda 4                              |                                    |                                    |             | film              | Társszerző: Steve Mazzaro |
| 2024 | Call of Guty: Mobile                         |                                    |                                    |             | videójáték        | |
| 2024 | Eden                                         |                                    | Ron Howard                         |             | film              | |
| 2024 | Twilight of the Gods                         |                                    |                                    |             |                   | |
| 2024 | Dragon Age: The Veilguard                    |                                    |                                    |             | videójáték        | |
| 2024 | Blitz                                        |                                    |                                    |             |                   | |
| 2025 | The Tattooist's Son: Journey to Auschwitz    |                                    | Stephen Bennett                    | 2025.01.27. | dokumentumfilm    | |
| 2025 | Virdee                                       |                                    | Milad Alami, Mo Ali, Mark Tonderai | 2025.02.06. | TV sorozat        | Zeneszerző: James Everingham Főcímdal: H.Z. |

## Producerként közreműködött
| Év   | Eredeti cím                                     | Magyar cím                                      | Rendező                        | Bemutató    | Műfaj          | Zeneszerző                             | Megjegyzés                    |
| ---- | ----------------------------------------------- | ----------------------------------------------- | ------------------------------ | ----------- | -------------- | -------------------------------------- | ----------------------------- |
| 1987 | The Last Emperor                                | Az utolsó császár                               | Bernardo Bertolucci            | 1987.10.04. | film           | Ryuichi Sakamoto, David Byrne, Cong Su | Társproducer: Aki Ikuta       |
| 1990 | Chicago Joe And The Showgirl                    | Chicago Joe                                     | Bernard Rose                   | 1990.03.16. | film           | Shirley Walker                         |                               |
| 1996 | White Squall                                    | Tomboló szél                                    | Ridley Scott                   | 1996.02.02. | film           | Jeff Rona                              | Társproducer: Jeff Rona       |
| 1997 | Face/Off                                        | Ál/Arc                                          | John Woo                       | 1997.06.19. | film           | John Powell                            |                               |
| 1997 | Fame L.A.                                       |                                                 | Richard Barton Lewis           | 1997.10.04. | TV sorozat     | P.J. Hanke                             |                               |
| 1997 | The Borrowers                                   | Csenő manók                                     | Peter Hewitt                   | 1997.12.03. | film           | Harry Gregson-Williams                 |                               |
| 1998 | Endurance                                       |                                                 | Leslie Woodhead                | 1998.08.    | film           | John Powell                            | Társproducer: John Powell     |
| 1998 | With Friends Like These                         |                                                 | Philip F. Messina              | 1998.09.10. | film           | John Powell                            |                               |
| 1998 | Antz                                            | Z, a hangya                                     | Eric Darnell, Tim Johnson      | 1998.09.19. | rajzfilm       | Harry Gregson-Williams, John Powell    |                               |
| 2001 | I am Sam                                        | Nevem Sam                                       | Jessie Nelson                  | 2001.12.03. | film           | John Powell                            |                               |
| 2002 | Live From Baghdad                               | Élőben Bagdadból                                | Mick Jackson                   | 2002.12.07. | TV film        | Steve Jablonsky                        |                               |
| 2004 | Ella Enchanted                                  | Elátkozott Ella                                 | Tommy O'Haver                  | 2004.04.09. | film           | Nick Glennie-Smith                     |                               |
| 2004 | House of D                                      | Így nőttem fel                                  | David Duchovny                 | 2004.05.07. | film           | Geoff Zanelli                          |                               |
| 2005 | The Island                                      | A sziget                                        | Michael Bay                    | 2005.07.11. | film           | Steve Jablonsky                        | Társproducer: Steve Jablonsky |
| 2005 | All The Invisible Children – Jonathan           | Isten bárányai                                  | Jordan Scott, Ridley Scott     | 2005.09.01. | rövidfilm      | Ramin Djawadi                          |                               |
| 2005 | Wallace & Gromit – The Curse Of The Were-Rabbit | Wallace és Gromit és az elvetemült veteménylény | Nick Park, Steve Box           | 2005.09.04. | rajzfilm       | Julian Nott                            |                               |
| 2005 | Blood+                                          | Blood+                                          | Junichi Fujisaku               | 2005.10.08. | animesorozat   | Mark Mancina                           |                               |
| 2006 | Curious George                                  | Bajkeverő majom                                 | Matthew O'Callaghan            | 2006.01.28. | rajzfilm       | Heitor Pereira                         | Társproducer: Kathy Nelson    |
| 2006 | Ask The Dust                                    | Kárhozott szeretők                              | Robert Towne                   | 2006.02.02. | film           | Ramin Djawadi, Heitor Pereira          |                               |
| 2006 | Over The Hedge                                  | Túl a sövényen                                  | Tim Johnson, Karey Kirkpatrick | 2006.04.22. | rajzfilm       | Rupert Gregson-Williams                |                               |
| 2006 | Urmel Aus Dem Eis                               | Impy, a kis dinoszaurusz                        | Reinhard Klooss, Holger Tappe  | 2006.08.03. | rajzfilm       | Jim Dooley                             |                               |
| 2006 | The Prestige                                    | A tökéletes trükk                               | Christopher Nolan              | 2006.10.17. | film           | David Julyan                           |                               |
| 2007 | Running The Sahara                              | A Szahara átfutása                              | James Moll                     | 2007.09.    | film           | Heitor Pereira                         |                               |
| 2007 | Bee Movie                                       | Mézengúz                                        | Simon J. Smith, Steve Hickner  | 2007.10.28. | rajzfilm       | Rupert Gregson-Williams                |                               |
| 2008 | Love Tap                                        |                                                 | Michael Goode                  | 2008.       | rövidfilm      | Heitor Pereira                         |                               |
| 2008 | Iron Man                                        | A vasember                                      | Jon Favreau                    | 2008.04.14. | film           | Ramin Djawadi                          |                               |
| 2009 | Monsters Vs Aliens                              | Szörnyek az űrlények ellen                      | Conrad Vernon, Rob Letterman   | 2009.03.09. | rajzfilm       | Henry Jackman                          |                               |
| 2010 | Despicable Me                                   | Gru                                             | Chris Renaud, Pierre Coffin    | 2010.06.20. | rajzfilm       | Pharrell Williams, Heitor Pereira      |                               |
| 2012 | Bullet To The Head                              | Fejlövés                                        | Walter Hill                    | 2012.11.14. | film           | Steve Mazzaro                          |                               |
| 2013 | Hansel & Gretel – Witch Hunters                 | Boszorkányvadászok                              | Tommy Wirkola                  | 2013.01.22. | film           | Atli Örvarsson                         |                               |
| 2013 | Beyond: Two Souls                               | Beyond: Two Souls                               | Quantic Dream                  | 2013.10.08. | videójáték     | Lorne Balfe                            |                               |
| 2014 | Divergent                                       | A beavatott                                     | Neil Burger                    | 2014.03.18. | film           | Junkie XL                              |                               |
| 2015 | Auschwitz                                       |                                                 | James Moll                     | 2015.01.27. | dokumentumfilm | Benjamin Wallfisch                     |                               |
| 2015 | Terminator Genisys                              | Terminator: Genisys                             | Alan Taylor                    | 2015.06.21. | film           | Lorne Balfe                            |                               |
| 2015 | Honor of Kings                                  |                                                 | TiMi Studios                   | 2015.11.26. | videójáték     | Lorne Balfe                            |                               |
| 2016 | 13 Hours – The Secret Soldiers of Benghazi      | 13 óra: Bengázi titkos katonái                  | Michael Bay                    | 2016.01.12. | film           | Lorne Balfe                            |                               |
| 2016 | The Edge of Seventeen                           | Egy magányos tinédzser                          | Kelly Fremon Craig             | 2016.09.16. | film           | Atli Örvarsson                         |                               |
| 2016 | Arena of Valor                                  |                                                 | TiMi Studios                   | 2016.10.14. | videójáték     | Lorne Balfe                            |                               |
| 2017 | Rings                                           | Körök                                           | F. Javier Gutiérrez            | 2017.02.01. | film           | Matthew Margerson                      |                               |
| 2017 | Sky Hunter                                      |                                                 | Li Chen                        | 2017.09.28. | film           | Andrew Kawczynski                      |                               |
| 2018 | Icebox                                          | A hűtő                                          | Daniel Sawka                   | 2018.09.09. | film           | Steve Mazzaro                          |                               |
| 2018 | Der Pass                                        |                                                 | Cyrill Boss, Philipp Stennert  | 2018.09.21. | TV sorozat     | Jacob Shea                             | Társproducer: Russell Emanuel |
| 2019 | Apollo: Missions To The Moon                    | Apollo: Missziók a Holdra                       | Tom Jennings                   | 2019.07.07. | dokumentumfilm | James Everingham                       |                               |
| 2020 | The Rhythm Section                              | Ritmusszekció                                   | Reed Morano                    | 2020.01.27. | film           | Steve Mazzaro                          |                               |
| 2022 | The Volcano - Rescue From Whakaari              |                                                 |                                |             | dokumentumfilm | Steve Mazzaro                          |                               |
| 2024 | Damsel                                          |                                                 |                                |             | film           | David Fleming                          |                               |